# Dachstein
Dachstein ( [ˈdaχʃtaɪ̯n]) je horský masiv v Severních vápencových Alpách. Nejvyšší vrchol, Hoher Dachstein (2995 m n. m.), je zároveň druhou nejvyšší horou Severních vápencových Alp. Je nejvyšší horou rakouské spolkové země Štýrsko (Steiermark) a Horní Rakousko (Oberösterreich), protože přes vrchol probíhá zemská hranice mezi těmito spolkovými zeměmi. Na březích Hallstatského jezera bylo objeveno jedno z nejstarších lidských sídel.

## Poloha

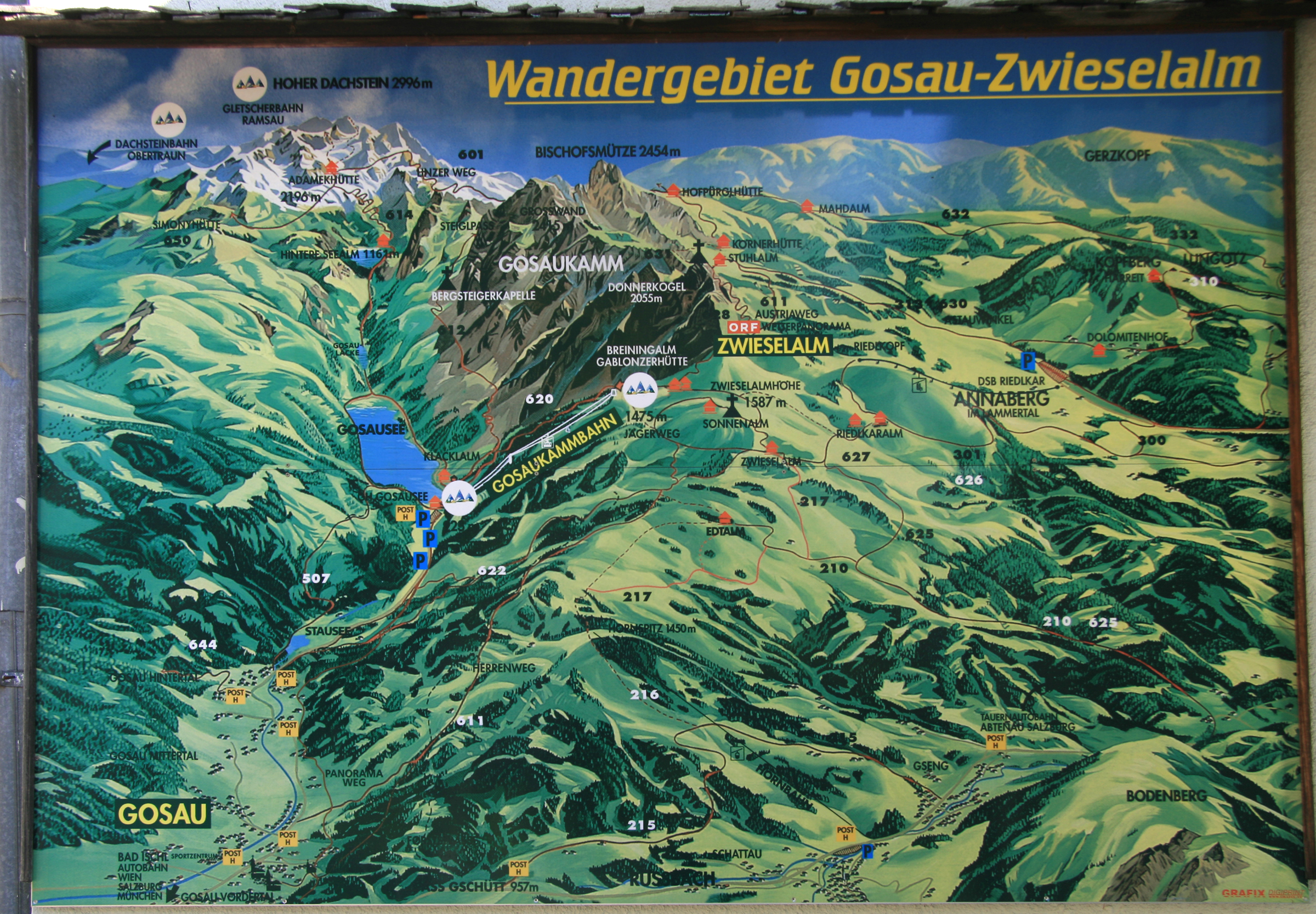
Mapa okolí

Pohoří Dachstein má plochu 900 km². Leží v Rakousku, na hranici Horního Rakouska, Štýrska a Salcburska. Na severu je masiv ohraničen údolím Kainisch Traun, na jihu je oddělen od Nízkých Taur dlouhým údolím řeky Enns a na západě od masivu Tennengebirge údolím Lammertal.

## Geografie
Masiv Dachsteinu pokrývá území přibližně 20×30 km. Většinu plochy tvoří zvlněná náhorní plošina s mnoha krasovými jevy. Nejvyšší vrcholy se nachází na jejím okraji, a spadají zejména k jihu skalními stěnami, vysokými až kolem 1000 metrů, jako je například skalní stěna Torsteinu (2948), druhého nejvyššího vrcholu dachsteinského masívu. Dachstein je také místem nejsevernějšího zalednění v Alpách. Nachází se zde Hallstattský ledovec, Velký Gosauský ledovec, Malý Gosauský ledovec, Schladmingerský ledovec, Edelgriesský ledovec, Schneeloch, Severní Torstein a Jižní Torstein.

## Členění masivu
Masiv Dachsteinu se rozděluje na několik samostatných skupin. Mimo samotného vrcholu Dachsteinu to je na severu ležící samostatný vrchol Hoher Sarstein (1975 m n. m.). Na západě území leží skupina Gosaukamm s nejvyšším vrcholem Grosser Bischofmütze (2459 m n. m.). Východně od vrcholu Dachsteinu se nachází vyprahlá náhorní plošina zvaná Am Stein (1720 m n. m.). Poslední horskou skupinou, ležící zcela na východě území, je osamělý vrchol Grimming (2351 m n. m.).

## Turismus
V masivu Dachstein nalezneme dvě lanovky. Jsou to Dachsteinseilbahn z Obertraunu a Dachsteinsüdwandbahn. Masivem také prochází dálková alpská cesta Via Alpina. Nachází se zde soustava ledovcových jeskyní skládající se z Dachstein-Rieseneishöhle (Obří ledová jeskyně), Dachstein-Mammuthöhle (Mamutí jeskyně), Hirlatzhöhle a Koppenbrüllerhöhle.

### Horolezectví
Vrcholu Dachsteinu poprvé dosáhl Peter Gappmayr v roce 1832, cestou přes Gossauský ledovec a západní hřeben. Nachází se zde množství různých horolezeckých i zajištěných cest. Populární jsou zajištěné cesty Dachstein Westgrat a Johann Klettersteig. Z horolezeckých výstupů jsou známé Steinerweg a Pichlweg. Do masivu Dachsteinu patří též Gosaukamm, kde patří k vyhledávaným vrcholům Grosser Bischofmütze, Däumling, Niederes Grosswandeck.

### Horské chaty
V masivu Dachsteinu nalezneme chaty soukromé nebo patřící spolku Alpenverein či Naturfreunde.

## Správní střediska oblasti

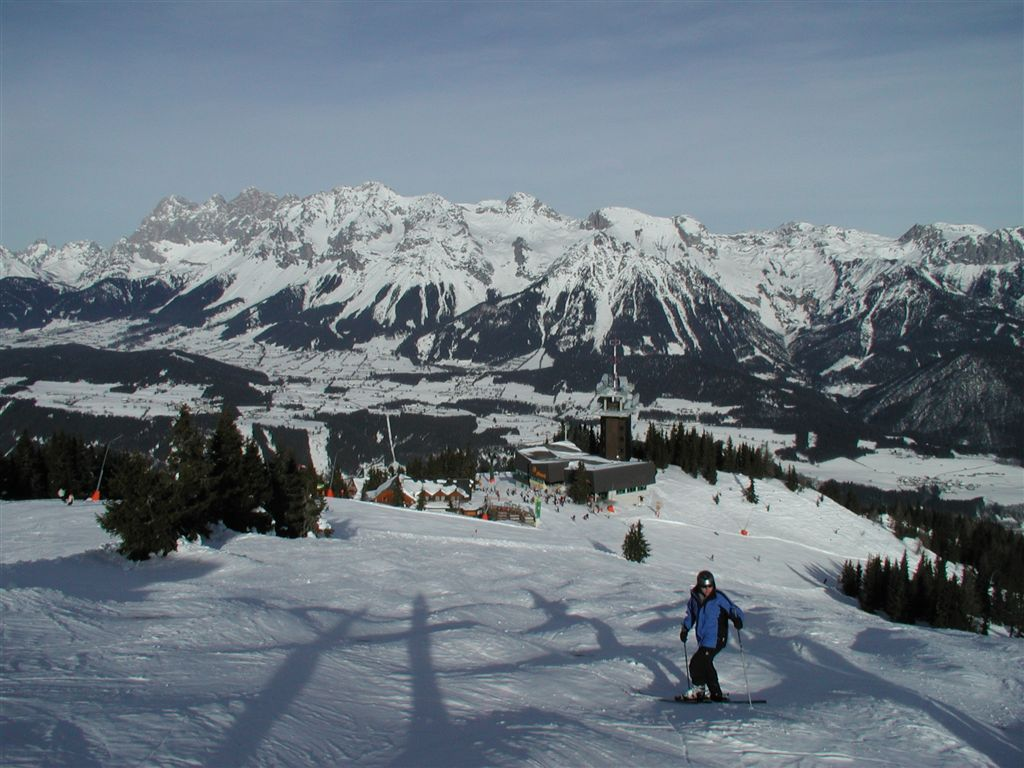
Středisko zimních sportů - Schladming

- Schladming (745 m n. m.) – slavné lyžařské středisko v údolí řeky Enns. Nejdůležitější správní město na jihu masivu.
- Ramsau (1136 m n. m.) – malá vesnice pod jižní stěnou Dachsteinu. Hlavní opěrný bod při výstupech v jižních stěnách. Vede odsud lanovka Dachstein Südwandbahn na Hunerkogel (2685 m n. m.).
- Gosau (779 m n. m.) – vesnice v ohromném údolí Gosau severně od Dachsteinu. Východisko pro výstupy na Dachstein ze severu. V údolí se rovněž nacházejí jezera Vorder a Hinter Gosausee. Gosau je rovněž jedno z nástupních míst lyžařského areálu Dachstein West.

## Fotogalerie

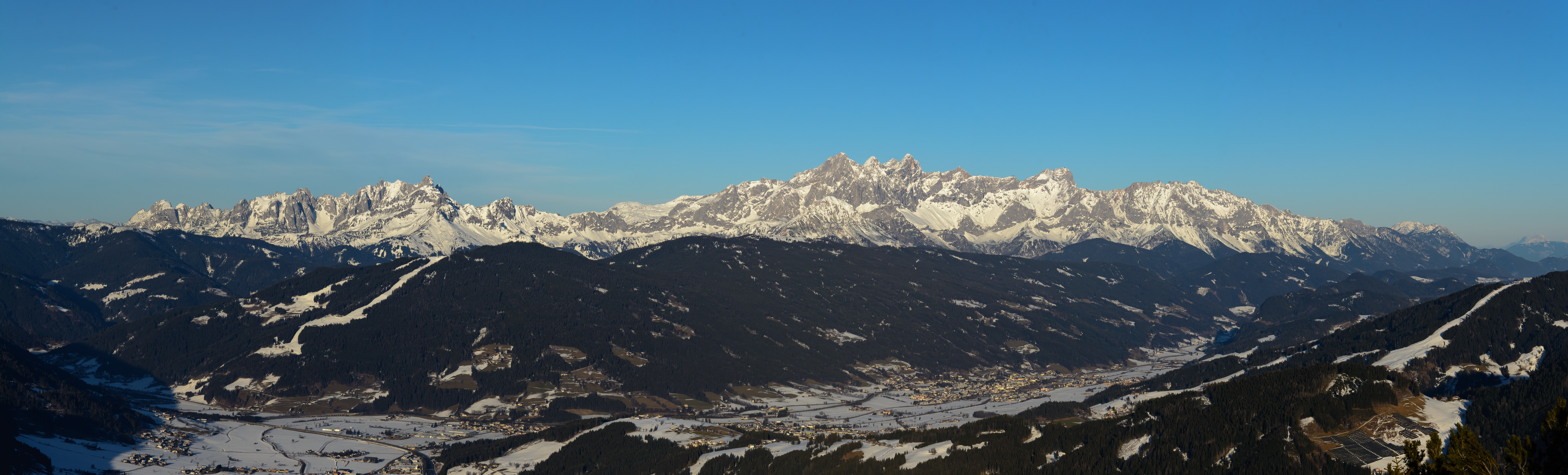
Dachsteingebirge (Pohoří Dachstein)
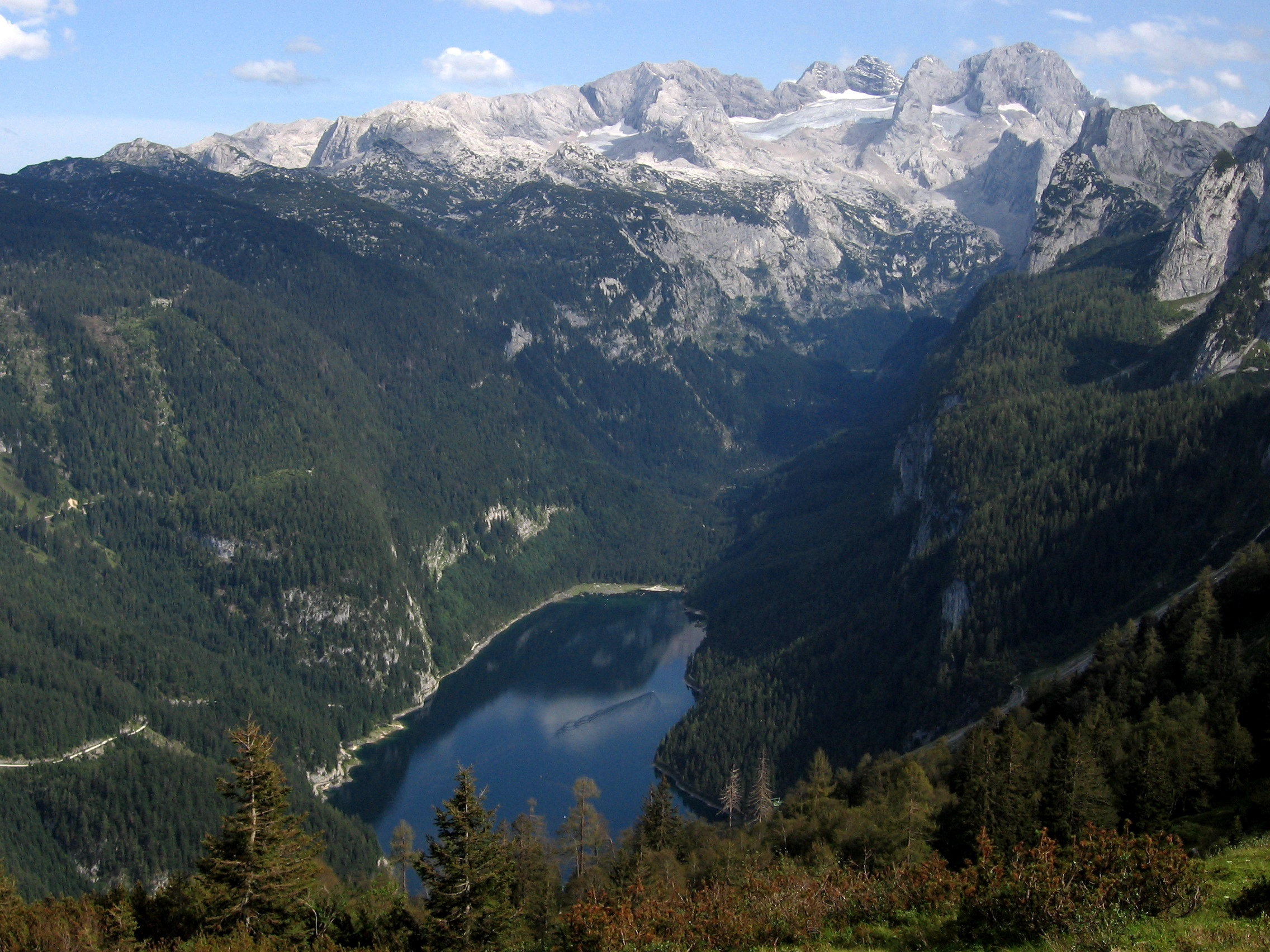
Dachstein a jezero Vorder Gosausee
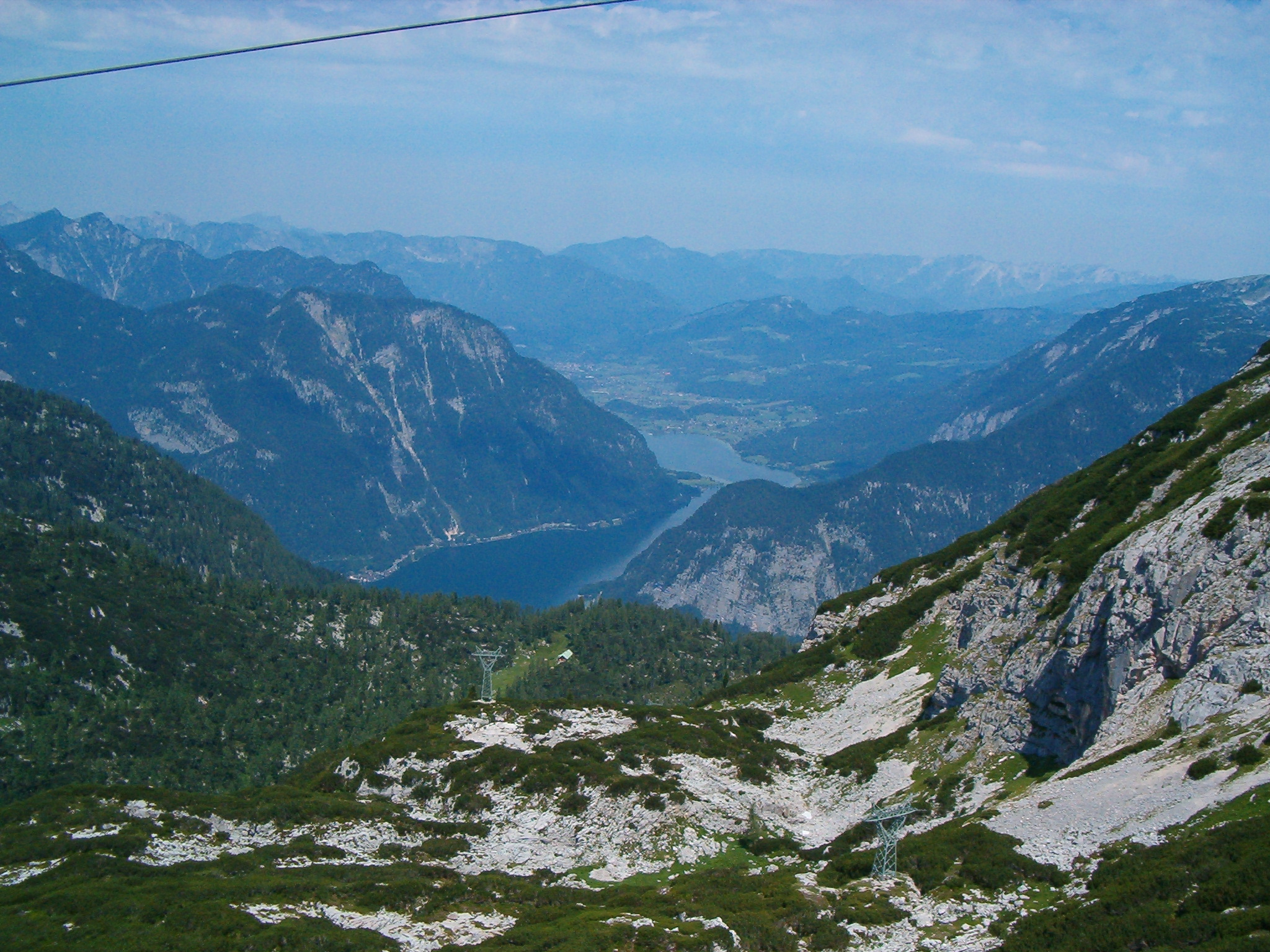
Hallstätter See
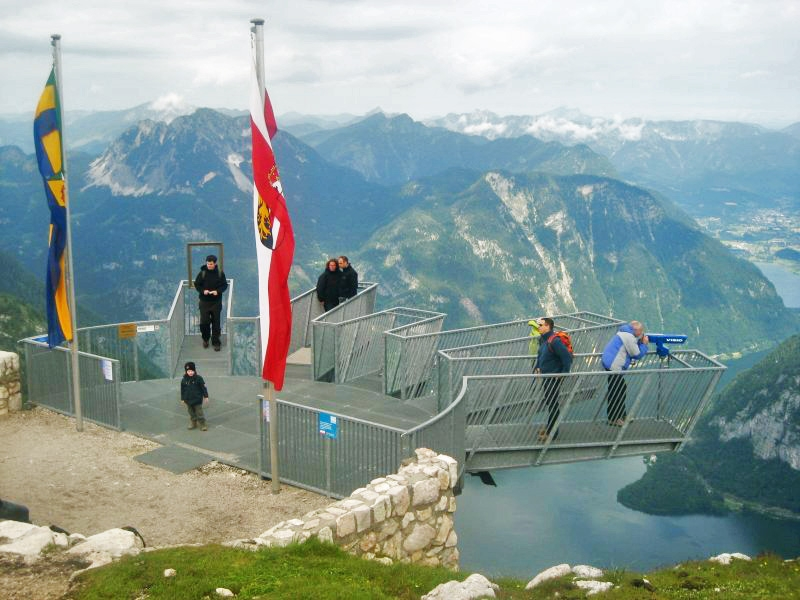
Vyhlídka 5 prstů na vrcholu Krippenstein
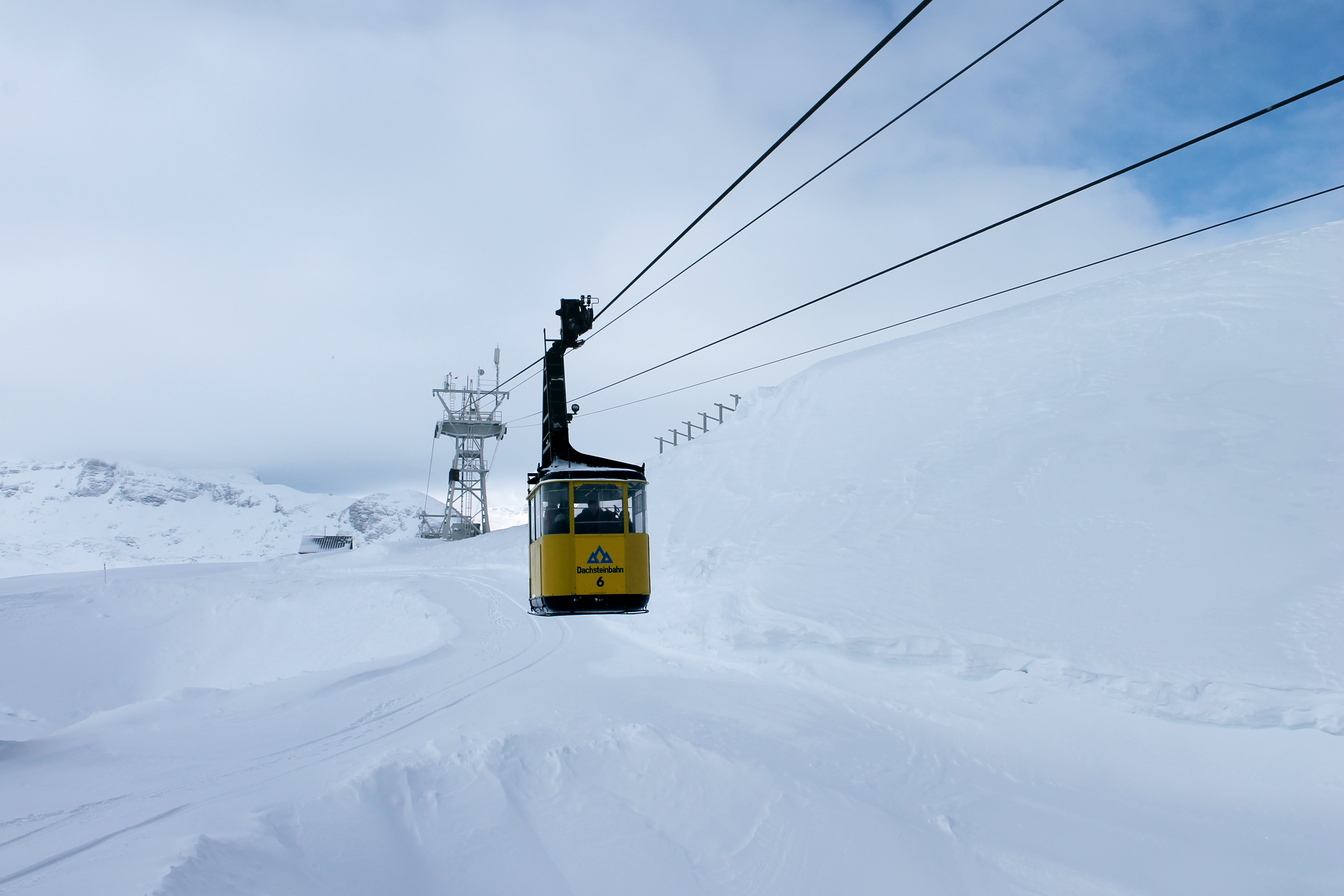
Dachsteinseilbahn III vedoucí na Krippenstein